# Zolotarewskya spinifera
Zolotarewskya spinifera is een vliesvleugelig insect uit de familie Pteromalidae. De wetenschappelijke naam is voor het eerst geldig gepubliceerd in 1967 door Hedqvist.